# 全か無かの法則
全か無かの法則（ぜんかむかのほうそく、英: all-or-none principle, all-or-none law）とは刺激の強さと反応の大きさに関する法則であり、悉無律（しつむりつ）、全か無の法則（ぜんかむのほうそく）とも呼ばれる。

## 概要
全か無かの法則は、筋繊維（筋線維とも）や神経繊維（神経線維とも）に見られるものである。これらの部分は、刺激に対して一定の反応を返す。神経であれば、それは興奮であり、筋繊維では収縮である。これらは、いずれも、その程度に様々な差があり、たとえば生物において、他のものに力を及ぼすのは筋繊維の収縮によるし、その力は状況に応じて調節されるものである。
ところが、それらの個々の構成要素においては、そのようなことは見られない。加えられた刺激が限界値（閾値）より弱い場合は全く反応しない。そして、閾値に達すると反応するが、その大きさは最大限度であり、それ以上に刺激を強めても、反応は大きくならない。つまり、反応しないときは一切反応せず（無）、反応するときには完全に反応し（全）、その反応にはこの両極端しか存在しない、ということを示した法則である。
上述のように、総体としての刺激に対する反応は、刺激の強さによって強弱があるはずである。これは、神経と筋肉のどちらの場合も、それを構成する単位が複数集まったものであり、個々の単位の閾値が異なることによる。つまり、刺激が弱い場合には少数の単位だけが反応し、強い場合にはより多数の単位が反応する。そのため、全体で見れば刺激への反応はこの法則に従わない。
この法則は、1871年にヘンリー・ピッカリング・ボウディッチが行った、カエルの心臓を用いた実験により提唱された。